# Pardosa angolensis
Pardosa angolensis là một loài nhện trong họ Lycosidae.
Loài này thuộc chi Pardosa. Pardosa angolensis được Carl Friedrich Roewer miêu tả năm 1959.